# Francesc Vilanova i Bayó
Francesc Vilanova i Bayó (Bellcaire d'Empordà, 17 de setembre de 1968 - Barcelona, 25 d'abril de 2014), conegut com a Tito Vilanova, va ser un futbolista i posteriorment entrenador de futbol català. Va entrenar el primer equip del Futbol Club Barcelona des del 15 de juny de 2012 (càrrec en el qual substituí Pep Guardiola) fins al 19 de juliol de 2013. En aquella data va haver de retirar-se per iniciar un nou tractament en la seva lluita contra el càncer que patia a la glàndula paròtide.

## Biografia

### Carrera esportiva
Com a futbolista, Vilanova es va formar a les categories infantils del Futbol Club Barcelona des del 1984 fins al 1990. Allà hi va conèixer i es va fer amic amb Pep Guardiola, amb qui coincidiria més endavant al cos tècnic del primer equip del club.
La seva carrera com a jugador professional va començar a la Unió Esportiva Figueres (hi va jugar la promoció d'ascens a Primera Divisió contra el Cadis la temporada 1991/1992) i va continuar al Real Club Celta de Vigo (tres temporades a primera divisió), al CD Badajoz, al Reial Mallorca, a la Unió Esportiva Lleida i a l'Elx Club de Futbol. Es va retirar a la Unió Deportiva Atlètica Gramenet.
Curiosament, en la seva etapa al Lleida, va marcar l'únic gol de l'equip lleidatà contra el FC Barcelona en el partit de Copa Catalunya en què José Mourinho va exercir de primer entrenador a la banqueta blaugrana, intercanviant-se el paper amb Louis van Gaal.

### Carrera com a entrenador
Un cop retirat, Vilanova es va dedicar a entrenar, començant pel Palafrugell i –abans de tornar al Barça– continuant pel Figueres. També va ser director esportiu del Terrassa FC.
La temporada 2007-2008 va començar com a segon entrenador de Josep Guardiola, al FC Barcelona B, equip que va aconseguir l'ascens a 2a divisió B després de quedar en primera posició del grup V de 3a divisió. La temporada següent (2008-2009) Guardiola va passar a entrenar el primer equip del FC Barcelona i Tito Vilanova també en va ser el segon entrenador fins al final de la temporada 2011-2012.
En el partit de tornada de la Supercopa d'Espanya 2011 va ser un dels protagonistes de l'enrenou de les acaballes del partit, en què José Mourinho li va posar el dit a l'ull.
El mes de novembre de 2011 va haver de ser operat a l'Hospital de la Vall d'Hebron, on se li va intervenir la glàndula paròtide.
El 27 d'abril de 2012, en la roda de premsa de comiat de Pep Guardiola, va ser anunciat com el següent entrenador del primer equip del Futbol Club Barcelona, i el 15 de juny de 2012 va ser presentat oficialment després de firmar un contracte per dues temporades.
El seu debut com a primer entrenador en competició oficial va ser el 19 d'agost de 2012 en un partit de Lliga davant la Reial Societat que va finalitzar amb un resultat de 5-1 favorable als blaugrana. Malgrat que va perdre la Supercopa d'Espanya davant del Reial Madrid per la regla dels gols en camp contrari, va aconseguir guanyar els seus sis primers partits de Lliga, cosa que només havien aconseguit abans quatre tècnics del Barcelona; i els tres primers de Lliga de Campions, èxit que només havia aconseguit Carles Rexach. Posteriorment, va passar a la història en signar la millor arrencada de Lliga en la història del Barça i el millor inici de tota la història de la Lliga.
El desembre de 2012 va recaure d'un càncer a la glàndula paròtide que s'havia tractat l'any anterior, cosa que el va obligar a suspendre temporalment la seva tasca com a entrenador del FC Barcelona.
El 19 de juliol del 2013 el president del Barça, Sandro Rossell, i el director de l'Àrea de Futbol, Andoni Zubizarreta, van convocar una roda de premsa a la Ciutat Esportiva del Barça a dos quarts de nou del vespre per anunciar que Tito Vilanova havia patit una recaiguda en la seva malaltia i deixava el Barça.
El 24 d'abril de 2014 fou operat a l'Hospital Quirón de Barcelona després de patir uns problemes gàstrics, que van agreujar la seva ja delicada situació, i va morir l'endemà.

## Trajectòria

### Com a jugador
| Club           | Categoria        | Any       |
| -------------- | ---------------- | --------- |
| FC Barcelona B | Segona divisió   | 1988-1989 |
| FC Barcelona B | Segona divisió B | 1989-1990 |
| UE Figueres    | Segona divisió   | 1990-1991 |
| UE Figueres    | Segona divisió   | 1991-1992 |
| Celta de Vigo  | Primera divisió  | 1992-1993 |
| Celta de Vigo  | Primera divisió  | 1993-1994 |
| Celta de Vigo  | Primera divisió  | 1994-1995 |
| CD Badajoz     | Segona divisió   | 1995-1996 |
| RCD Mallorca   | Segona divisió   | 1996-1997 |
| UE Lleida      | Segona divisió   | 1997-1998 |
| Elx CF         | Segona divisió   | 1998-1999 |
| Elx CF         | Segona divisió   | 1999-2000 |
| UEA Gramenet   | Segona B         | 2000-2001 |
| UEA Gramenet   | Segona B         | 2001-2002 |

### Com a entrenador
| Club                              | Categoria       | Any       |
| --------------------------------- | --------------- | --------- |
| FC Barcelona B (Segon entrenador) | Tercera divisió | 2007-2008 |
| FC Barcelona (Segon entrenador)   | Primera divisió | 2008-2012 |
| FC Barcelona                      | Primera divisió | 2012-2013 |

## Palmarès com a entrenador
Com a segon entrenador del Barça aconseguí:
- Dos Campionats del Món de Clubs (2009 i 2011)
- Dues Supercopes d'Europa (2009 i 2011)
- Dues Lligues de Campions (2008-09 i 2010-11)
- Dues Copes del Rei (2008-09 i 2011-12)
- Tres Lligues espanyoles (2008-09, 2009-10, 2010-11)
- Tres Supercopa d'Espanya (2009, 2010 i 2011)

Com a primer entrenador del Barça aconseguí:
- Una Lliga espanyola (2012-13)[21] (Fou l'únic entrenador que aconseguí assolir els 100 punts en una lliga.[22])